# Phacelia argillacea
Espèce
Phacelia argillacea est une espèce rare de plante à fleurs de la famille de la bourrache connue aux États-Unis sous le nom commun de clay phacelia et d’Atwood's phacelia. Elle est endémique à l'état de l'Utah aux États-Unis, où on ne la trouve que dans un canyon du comté d'Utah. C'est « l'une des espèces les plus menacées de l'Utah ». C'est « l'une des plantes les plus rares de la nation » et elle est classée au niveau fédéral comme une des espèces menacées des États-Unis.
Cette plante est une plante herbacée annuelle atteignant jusqu'à 36 à 40 centimètres de hauteur. Elle a une rosette de feuilles autour de la base de la tige. Les feuilles sont oblongues à lobes profonds le long des bords et mesurant jusqu'à 5 centimètres de longueur. L'inflorescence est une cyme à plusieurs branches qui sont de forme scorpioïde c'est-à-dire se courbant en boucle comme la queue d'un scorpion; cette inflorescence est poilue et glandulaire. Chaque fleur a une corolle bleu-violet en forme de cloche d'environ 0,5 centimètre de long et de large, avec de longues étamines et un style dépassant de la corolle. Le fruit de la plante est une capsule d'environ un quart de centimètre de longueur. Cette plante est généralement considérée comme une espèce annuelle hivernale : elle germe et produit une rosette basale, se développe alors lentement sous la neige pendant tout l'hiver. Sa tige dressée grandit en mai. La floraison survient généralement en juillet, mais les premières fleurs peuvent apparaitre en mai et juin et quelques fleurs peuvent persister en octobre. Une plante peut produire jusqu'à 8000 graines. Cette espèce est étroitement liée à, et a été confondue, avec Phacelia glandulosa.
Cette plante est trouvée seulement dans le canyon Spanish Fork dans le centre de l'Utah,. Elle est classée sur la liste fédérale des espèces en péril depuis 1978, époque à laquelle il n'y avait plus que neuf individus connus. Dans les deux ans cette petite population avait chuté à quatre unités. En 1980, une deuxième population a été trouvée, en mettant la population mondiale totale environ 200.
La plante pousse sur les pentes abruptes faites d'argile et de schiste brisés provenant de la Formation de la Green River. La végétation du lieu est dominée par Pinus edulis et Juniperus osteosperma et parmi les autres plantes des environs on trouve Mentzelia laevicaulis, Mahonia repens, Oenothera caespitosa, Marrubium vulgare (Marrube blanc), Cynoglossum officinale (Cynoglosse officinale), Amelanchier alnifolia, Rhus trilobata, Atriplex canescens, Artemisia tridentata, Chrysothamnus nauseosus, Cercocarpus montanus et Rosa woodsii.
L'espèce est confrontée à un certain nombre de menaces. Son petit nombre d’individus la met en danger d'extinction,. Les moutons paissent dans les environs immédiats des plantes, et, en plus, les plantes peuvent être mangées par les animaux indigènes, comme le Cerf hémione et les écureuils des rochers. L'arrivée d'une voie ferrée, avec la construction et l'entretien de la ligne, a perturbé l'habitat. La route Highway 6 traverse une autre région et l'entretien de la route peut déranger les plantes ainsi que l'habitat qui abrite leur pollinisateurs potentiels. Les espèces de plantes introduites, telles que le Marrube blanc et la Cynoglosse officinale, peuvent rivaliser avec les phacélies.
Les activités de conservation comprennent la propagation des plantes et la collecte des graines. Les deux populations naturelles poussent sur des terres privées, où elles sont difficiles à protéger. Les nouveaux plants seront utilisés pour établir des populations sur treize terrains fédéraux dans la forêt nationale d'Uinta-Wasatch-Cache, où ils pourront être protégés.